# Мемельська операція
Мемельська операція — наступальна операція радянських військ 1-го Прибалтійського та 39-ї армії 3-го Білоруського фронтів, проведена з 5 по 22 жовтня 1944 року з метою відсікання військ групи армій «Північ» від Східної Пруссії. Війська 1-го Прибалтійського фронту вийшли на підступи до Риги на південь від Даугави. Там вони зустріли сильний опір противника. Ставка ВГК ухвалила рішення про перенесення головного напрямку удару на мемельському напрямок. Була проведена перегрупування сил 1-го Прибалтійського фронту в районі м. Шяуляй. Командування радянських військ планувало вийти на узбережжі на рубежі Паланга, Мемель, гирло річки Німан при прориві оборони захід і південний захід від м. Шяуляй. Головний удар наносився на мемельському напрямку, допоміжний — на Кельме-Тильзитському.
Рішення радянського командування стало повною несподіванкою для противника, який чекав відновлення атак на Ризькому напрямку. У перший день боїв радянські війська почали прорив оборони і до вечора вже просунулися на глибину 7-17 км. До 6 жовтня були задіяні всі підготовлені за попереднім планом війська, а до 10 жовтня німці були відрізані від Східної Пруссії. В результаті між ворожими угрупованнями в Східній Пруссії і в Курляндії утворилася смуга радянської оборони шириною до 50 кілометрів, подолати яку противник вже ніколи не зміг. До 22 жовтня від ворога була очищена більша частина північного берега річки Німан. У Латвії ворог був витіснений на Курляндський півострів й там надійно заблокований. В результаті Мемельської операції було досягнуто просування до 150 км, взято під контроль площу понад 26 тис. км² і більше тис 35. населених пунктів. 78 радянських частин і з'єднань було нагороджено орденами.